# La maldición de la abuela
La maldición de la abuela (en inglés: Mercy) es una película perteneciente al género de terror sobrenatural estadounidense del año 2014, escrita por Matt Greenberg, dirigida por Peter Cornwell y protagonizada por Frances O'Connor, Shirley Knight, Chandler Riggs, Joel Courtney, Dylan McDermott y Mark Duplass. Se basa libremente en el cuento "Abuela" de Stephen King. Fue producido por Jason Blum para su marca de Blumhouse Productions y McG. La película fue lanzada directamente a video por Universal Pictures Home Entertainment el 7 de octubre del año 2014.

## Argumento
Una madre soltera (Frances O'Connor) y sus dos hijos George (Chandler Riggs) y Buddy (Joel Courtney) van a ayudar a cuidar a su abuela (Shirley Knight) que tiene poderes místicos.

## Elenco
- Frances O'Connor como Rebecca McCoy.
- Chandler Riggs como George Bruckner.
- Joel Courtney como Buddy Bruckner.
- Shirley Knight como Mercy.
- Pepper Binkley como Young Mercy.
- Dylan McDermott como Jim Swann.
- Mark Duplass como Tío Lanning.
- Amanda Walsh como Charlotte.
- Harley Graham como Phoebe.
- Joe Egender como Wendell.

## Producción
El 25 de octubre de 2012, se anunció que Peter Cornwell dirigiría la película a partir de un guion de Matt Greenberg y que Frances O'Connor había sido la protagonista de la película. El 30 de noviembre de 2012, se informó que Chandler Riggs se había unido al elenco de la película, junto a Joel Courtney en los papeles principales.

## Lanzamiento
La película fue lanzada en video a pedido , DVD y Blu-ray por Universal Pictures Home Entertainment el 7 de octubre de 2014.[cita requerida]